# Duca di Genova (pirofregata)
La Duca di Genova è stata una pirofregata di I rango ad elica della Regia Marina.

## Storia
Progettata dal generale ispettore del Genio Navale Francesco Mattei ed impostata nel 1858 nei cantieri della Foce a Genova per conto della Marina del Regno di Sardegna, la nave, varata nel 1860, fu completata nel 1861 per la neocostituita Regia Marina italiana. Costruita, come d'uso, con scafo in legno con carena rivestita in rame, con tre alberi a vele quadre, la pirofregata era pesantemente armata con 54 bocche da fuoco.
Alle 6.30 del 28 aprile 1861 la nave, da poco completata, lasciò La Spezia unitamente alla pirofregata Maria Adelaide (nave ammiraglia del contrammiraglio Giovan Battista Albini) ed alla pirocorvetta Magenta per intervenire a favore dei cittadini italiani in Tunisia, ov'era scoppiata una grave rivolta: la squadra italiana gettò le ancore nelle acque del golfo di Tunisi alle dieci del mattino del 30 aprile.
Il 31 agosto 1862, dopo lo scontro dell’Aspromonte ed il fallimento del tentativo garibaldino di liberazione di Roma, sulla Duca di Genova venne imbarcato, insieme al figlio Menotti, ad una decina di ufficiali ed ai medici Pietro Ripari, Enrico Albanese e Giuseppe Basile, Giuseppe Garibaldi che, ferito e fatto prigioniero, venne trasferito al carcere della fortezza del Varignano, dove giunse il 2 settembre.
Nella tarda primavera del 1866, durante la terza guerra d'indipendenza, la Duca di Genova venne aggregata alla II Squadra (navi in legno, al comando del viceammiraglio Giovan Battista Albini), dell'Armata d'Operazioni, e partecipò alle operazioni di tale conflitto in Adriatico.
Il mattino del 21 giugno 1866 la flotta italiana lasciò la base di Taranto e fece rotta per Ancona, dove arrivò il 25 giugno, di pomeriggio.
Dall'8 al 12 luglio la flotta italiana fu in crociera di guerra nell'Adriatico, senza tuttavia incontrare forze navali nemiche.
Nel primo pomeriggio del 16 luglio l'armata salpò da Ancona diretta a Lissa, dove di progettava di sbarcare. L'attacco ebbe inizio nella mattina del 18 luglio, con pesanti bombardamenti diretti contro le fortificazioni dell'isola: la Duca di Genova, insieme alle altre unità della II Squadra (pirofregate Maria Adelaide, Vittorio Emanuele, Gaeta e Garibaldi, pirocorvetta San Giovanni), avrebbe dovuto bombardare le fortificazioni di Porto Manego, luogo prescelto per lo sbarco. In realtà, tuttavia, solo la Maria Adelaide e la Vittorio Emanuele eseguirono alcune salve, per poi ritirarsi, decisione giustificata dal viceammiraglio Albini (che l'aveva presa dopo aver convocato tutti i comandanti sulla Maria Adelaide, sua nave ammiraglia, ed averli consultati), comandante della II Squadra, con la presenza di scogli affioranti e di una batteria precedentemente non individuata. Inoltre le fregate in legno, pur disponendo di portelli che consentivano una maggiore elevazione dei cannoni rispetto alle unità corazzate, si erano portate troppo sottocosta per poter efficacemente battere le batterie avversarie, la cui altitudine fu peraltro sovrastimata.
Nella mattina del 19 luglio, giunte di rinforzo le pirofregate Principe Umberto, Carlo Alberto e Governolo con una compagnia di fanteria, l'azione contro Lissa riprese. Nella giornata del 19 luglio le navi della II Squadra (giunta ora a comprendere tutte le unità in legno dell'armata, ovvero sette pirofregate ad elica e due a ruote, oltre ad una pirocorvetta ad elica), insieme alla flottiglia cannoniere del capitano di fregata Sandri (tre unità, più un avviso, un trasporto ed una nave ospedale), dapprima bombardarono i forti esterni di Porto San Giorgio, quindi effettuarono un tentativo di sbarco con 2.000 uomini a Porto Carober. Il tentativo di sbarco fallì in quanto il viceammiraglio Albini, vedendo le scialuppe con le truppe destinate allo sbarco bersagliate da un forte tiro di fucileria, ordinò di riprendere a bordo tutte le truppe.
All'alba del 20 luglio, ricevuto un rinforzo di 500 uomini (la forza da sbarco ammontava ora a 2.500-3.000 uomini), la II Squadra si portò nuovamente nelle acque di Porto Carober per ritentare lo sbarco, ma alle 7:50 del mattino, mentre lo sbarco era già in corso, sopraggiunse la squadra navale austroungarica agli ordini del viceammiraglio Wilhelm von Tegetthoff: ebbe così inizio la battaglia di Lissa, conclusasi con una drammatica sconfitta della flotta italiana. L'ammiraglio Albini ordinò di sospendere lo sbarco e di reimbarcare in fretta le truppe, facendo rientrare le scialuppe e facendole prendere a rimorchio dalle cannoniere di Sandri: il reimbarco fu tuttavia frettoloso e non pochi equipaggiamenti vennero abbandonati e caddero quindi in mano nemica. Inoltre, Albini perse tempo a recuperare le scialuppe, compito che, secondo gli ordini, avrebbe dovuto essere di competenza della sola flottiglia Sandri. Nei piani di battaglia del comandante l'armata, ammiraglio Carlo Pellion di Persano, la II Squadra avrebbe dovuto seguire e supportare il gruppo delle corazzate, composto dalle squadre I e III con, in quel momento, dieci unità, ma Albini, che aveva rancori nei confronti di Persano, procedette così lentamente da restare molto distanziato, quindi non partecipò minimamente alla battaglia, lasciando le dieci corazzate di Persano a battersi da sole contro l'intera flotta austroungarica (26 unità). Se si eccettua l'iniziativa dei loro comandanti della Principe Umberto e della Governolo, che lasciarono il loro posto nella II Squadra per accorrere in aiuto delle corazzate ma vennero presto richiamati indietro, la II Squadra rimase del tutto inattiva per tutta la durata della battaglia, che vide la perdita, da parte italiana, delle unità corazzate Re d’Italia e Palestro. Dopo un tentativo di contrattacco ordinato da Persano ma seguito da due sole unità, e pertanto subito abortito, la battaglia si concluse verso le 14, anche se la flotta italiana rimase ad incrociare sul posto sino a sera, quando Persano ordinò infine di rientrare ad Ancona.
Successivamente a Lissa l'armata venne sciolta, e tutte le navi in legno furono fatte rientrare a Taranto.
In seguito la Duca di Genova non prese più parte ad operazioni militari di rilievo. Radiata nel 1875, venne avviata alla demolizione.